# Xanthorhoe quadrifasiata
Espèce
Xanthorhoe quadrifasiata, la Phalène quadrifasciée, est une espèce de lépidoptères (papillons) de la famille des Geometridae, de la sous-famille des Larentiinae.

## Synonymes
- Phalaena quadrifasiata Clerck, 1759 — protonyme[1]
- Ochyria quadrifasiata (Clerck, 1759)
- Xanthorhoe quadrifasciata (Clerck, 1759) — Graphie assez répandue, qui corrige la faute d'orthographe originelle mais contrevient aux règles de nomenclature[1].

## Distribution
- Eurasiatique : de l'Europe au Japon ; en France, essentiellement dans le nord et l'est (localisée dans le sud).

## Habitat et phénologie
- On peut trouver cette espèce dans des lieux humides, frais (marécages, sous-bois) où, en France, les adultes volent de mai à août en une génération.